# Piotr Skarga

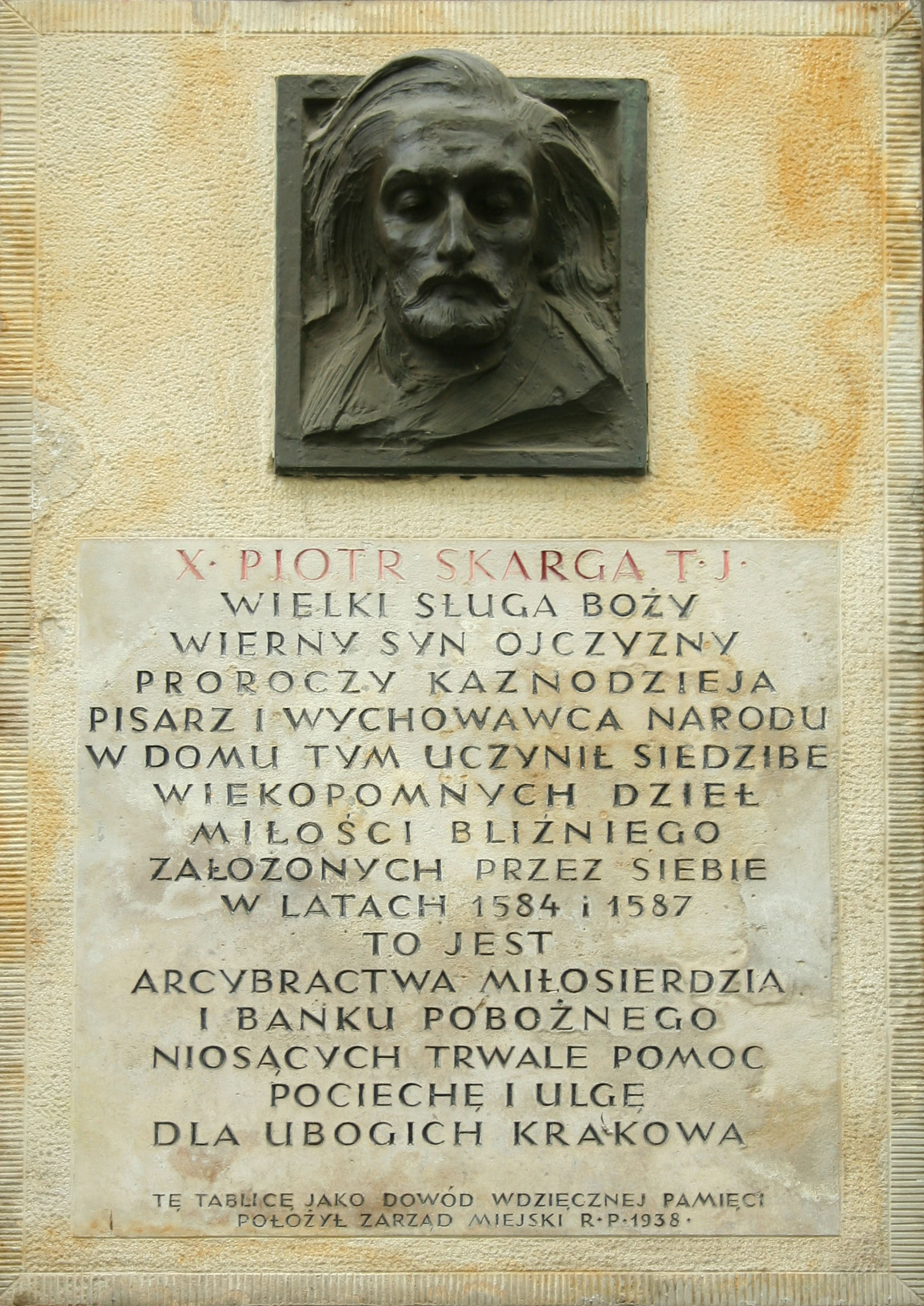
Tablica pamiątkowa w Krakowie

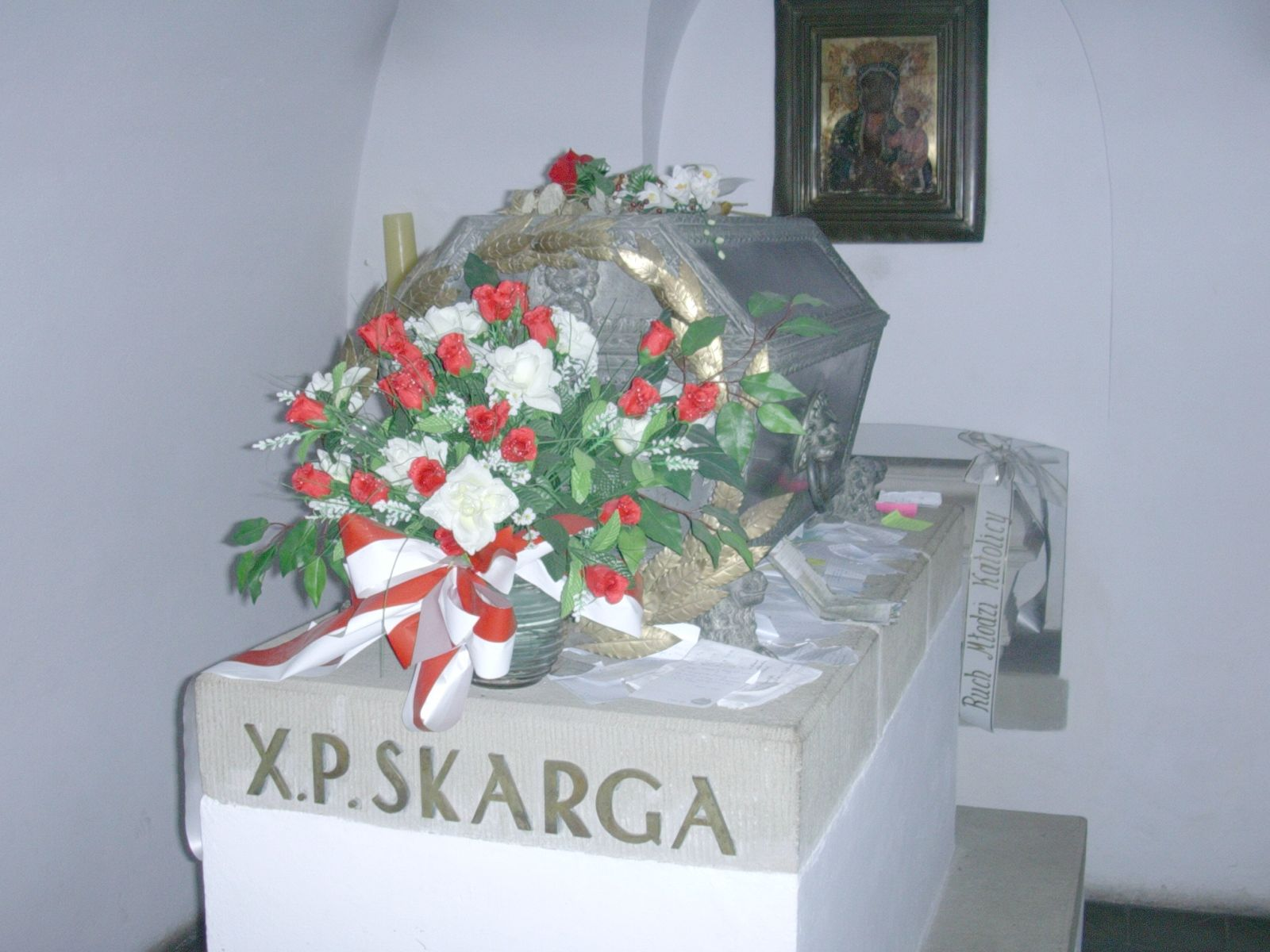
Krypta ks. Piotra Skargi w kościele Świętych Piotra i Pawła w Krakowie

Piotr Skarga herbu Pawęża, SJ, inna forma nazwiska: Piotr Powęski, mylnie: Pawęski (ur. 2 lutego 1536 w Grójcu, zm. 27 września 1612 w Krakowie) – polski jezuita, teolog, pisarz i kaznodzieja, czołowy polski przedstawiciel kontrreformacji, kaznodzieja nadworny Zygmunta III Wazy, rektor Kolegium Jezuitów w Wilnie, pierwszy rektor Uniwersytetu Wileńskiego. Sługa Boży, proboszcz kapituły katedralnej lwowskiej w 1564 roku, kanclerz kapituły katedralnej lwowskiej, wielki penitencjarz ustanowiony przez papieża Piusa V. Autor szeregu dzieł polemicznych, teologicznych, rozpraw dogmatycznych i duchowych takich jak: Żywoty świętych, Kazania sejmowe, przygodne i o Siedmiu Sakramentach.

## Rodzina
Piotr Skarga urodził się 2 lutego 1536 roku, jednak nie w samym Grójcu, lecz na północ od miasta przy drodze do wsi Kobylin, gdzie mieszkali jego rodzice. Jego ojcem był prawdopodobnie młynarz Michał Skarga, a matką Anna Świętek. Od 1593 roku matka Piotra Skargi występuje w dokumentach pod nazwiskiem Świętkowska, być może aby zatrzeć plebejskie korzenie i wspierać tezę o jej szlacheckim pochodzeniu. Dziadkiem Piotra Skargi był Jan Powęski. Według Janusza Tazbira wiele przemawia za tym, że Powęscy byli kmieciami, którzy ze wsi Powązki koło Mszczonowa przed 1523 rokiem przenieśli się do miasta Grójca. Według kronikarza zakonnego Jana Wielewickiego, Janowi Powęskiemu nadano półżartobliwy przydomek Skarga, który z czasem stał się nazwiskiem rodziny Powęskich. Według kronikarza zakonnego Jana Wielewickiego, dziad Piotra otrzymał przydomek Skarga, z powodu naprzykrzania się księciu Januszowi, panu na Mazowszu, częstymi skargami. Piotr Skarga był najmłodszy z rodzeństwa; miał 3 braci noszących imiona: Franciszek, Mikołaj i Stanisław (wszyscy oni mają w dokumentach wpisywane pochodzenie mieszczańskie) oraz 2 siostry. Herb rodu Skargów-Powęskich otrzymał dopiero od króla Zygmunta III Wazy, gdy dojrzały już kaznodzieja znalazł się w otoczeniu króla, natomiast sejm uznał szlachectwo Skargów za udowodnione 2 marca 1643 roku.

## Życie i działalność

### Studia i początek działalności duszpasterskiej.
W latach 1552–1555 studiował na Akademii Krakowskiej, uzyskując stopień bakałarza na Wydziale Filozoficznym, następnie wysłany został przez Uniwersytet na dyrektora szkoły parafialnej przy kolegiacie św. Jana w Warszawie. Odznaczył się widocznie na tym stanowisku, bo kiedy kasztelan krakowski Jędrzej Tęczyński począł oglądać się za kimś, kto by potrafił być nauczycielem i wychowawcą jego syna, wzrok jego padł na Skargę. Przez trzy lata spełniał Skarga wzorowo swe obowiązki, żył przez ten czas na dworze wielkopańskim, przez dwa lata w Wiedniu blisko dworu cesarza Ferdynanda I. Dzięki doskonałemu wywiązaniu się z trudnych obowiązków na dworze pierwszego senatora Rzeczypospolitej był już zbyt znanym w kraju, by mu pozwolono piastować dalej skromny, choć zaszczytny, urząd w Warszawie. Skargą zajął się wnet arcybiskup lwowski Paweł Tarło, skłonił go bez trudu do obleczenia sukni duchownej, wyświęcił na subdiakona (1563)   .
W roku 1564 we Lwowie przyjął święcenie kapłańskie i jako kanonik zaczął działalność kaznodziejską m.in. przy katedrze lwowskiej.

### Pobyt w Rzymie
W roku 1568, po rozmowie z Szymonem Wysockim, zdecydował się na wstąpienie do zakonu jezuitów. 2 lutego 1569 w święto Matki Boskiej Gromnicznej, został przyjęty od generała zakonu Franciszka Borgiasza do nowicjatu jezuickiego św. Jędrzeja w Rzymie. Generał zakonu widząc cnoty i wiedzę ks. Piotra Skargi uwolnił go od wielu przygotowań i uznał za uzdolnionego do poświęcenia się studiom teologicznym   .
9 czerwca 1570 r. spotkało ks. Skargę zaszczytne wyróżnienie – ojciec Święty Pius V zamianował go wielkim penitencjarzem u św. Piotra, z czym łączyła się władza odpuszczania najcięższych grzechów, takich, które może odpuszczać tylko sam papież.
Po dwóch latach pobytu ks. Skargi w Rzymie generał zakonu odesłał go do Polski, mając na uwadze, że taki kapłan będzie bardzo pożyteczny we własnej Ojczyźnie.

### Po powrocie do Polski
Po powrocie zajął się ks. Skarga zakładaniem w Polsce kolegiów jezuickich (był m.in. przewidziany na pierwszego rektora Kolegium w Poznaniu, którym ostatecznie został Jakub Wujek), a także działalnością filantropijną (założył w Krakowie Bank Pobożny dla ochrony ludzi przed lichwą i Arcybractwo Miłosierdzia).
W Krakowie założył lombard dla ubogich, pierwowzór instytucji charytatywnej, tzw. Komorę Potrzebnych (tj. „potrzebujących”).
Był wybitnym duszpasterzem. Zapisał się jako inicjator wielu kolegiów jezuickich, np. w Połocku (był tu pierwszym rektorem, 1582–1586), Rydze, Dorpacie, Lublinie.
Był pierwszym rektorem Akademii Wileńskiej (1579–1584). Od 1588 roku przez 24 lata pełnił funkcję nadwornego kaznodziei Zygmunta III Wazy, który cenił go za wyjątkową osobowość i talenty krasomówcze. Stał się zwolennikiem ograniczenia władzy Sejmu i zwiększenia władzy królewskiej. Piętnował wady polskiej szlachty. Był przeciwnikiem przyjęcia przez Zygmunta III korony szwedzkiej. Uczestniczył w synodzie brzeskim w 1596, podczas którego zawarto unię brzeską. Prawdopodobnie był autorem wygłoszonego wtedy przemówienia posłów królewskich.
Skarga został pochowany w kościele św. Piotra i Pawła w Krakowie. Jego płyta grobowa znajduje się przed wielkim ołtarzem, a krypta jest udostępniona dla zwiedzających.

## Twórczość
W swojej twórczości Skarga prezentuje bogaty, ornamentacyjny styl oratorski o kunsztownej konstrukcji z wpleceniem wydarzeń z historii Polski w prozę stylizowaną na biblijne księgi prorockie. Narrator jawi się jako profetyczny obrońca wartości i tradycji narodowej, a także wiary chrześcijańskiej. Wizerunek Skargi jako natchnionego narodowego kaznodziei utrwalili romantycy przede wszystkim Adam Mickiewicz i Cyprian Kamil Norwid, a także malarz Jan Matejko (Kazanie Skargi).
Skarga głosił kult ascezy, wskazywał na znaczenie celibatu i pielgrzymek. Reprezentując stanowisko katolickie, swoje argumenty opierał na Piśmie św., wskazując na potrzebę wykorzenienia herezji w celu odnowy silnego państwa. Mimo iż był przeciwny ugodowemu dialogowi międzywyznaniowemu oraz tolerancji religijnej opartej na kryteriach politycznych, sprzeciwiał się nawracaniu kogokolwiek przemocą, gdyż mogłoby to doprowadzić do wojny domowej. Krytykował protestanckie odłamy chrześcijaństwa, m.in. kalwinizm, luteranizm i braci polskich i polemizował z ich przedstawicielami   . Ponadto propagował ideę unii Kościoła katolickiego z Kościołem prawosławnym.
Najbardziej dziś znane i cenione dzieło królewskiego kaznodziei – Kazania sejmowe – nie było utworem cenionym za życia twórcy. Już w latach dwudziestych XX wieku Adam Bergi dowiódł, że owe kazania nigdy nie zostały wygłoszone. Mimo kilku wznowień Kazania sejmowe nie doczekały się za życia twórcy samodzielnego wydania (ukazywały się wyłącznie jako dodatek do innych tekstów), nie odbiły się także szerszym echem w ówczesnej opinii publicznej (w przeciwieństwie do innych jego tekstów). Z rzadka wspominali o nich tylko następcy Skargi na dworze królewskim. Utwór jako pomnik polskiego języka literackiego i utwór o istotnej wartości politycznej odkryto dopiero na przełomie XVIII i XIX wieku, gdy polityczne proroctwa (Skarga stylizował tekst kazań na proroctwo w myśl XVI-wiecznych norm retorycznych) upadku państwa nabrały charakteru rzeczywistego zagrożenia. Niezmiennie od chwili wydania aż do połowy XX wieku ogromną poczytnością i uznaniem cieszyły się  Żywoty świętych, prawdopodobnie najpopularniejsza (w przeliczeniu na procentowy udział ludności zalfabetyzowanej w społeczeństwie) polska książka wszech czasów.

## Idee i poglądy

### Myśl polityczna i moralna
Piotr Skarga jest ważnym myślicielem politycznym swojego okresu. Najważniejszą prezentacją jego idei są Kazania sejmowe. Skarga był krytyczny wobec demokracji szlacheckiej, będąc zwolennikiem wzmocnienia władzy królewskiej.
Skarga krytykował ustrój Rzeczypospolitej, wskazując na jego postępujące zepsucie i zbliżająca się zagłada. Sposobem na jego naprawienie jest przywrócenie jednolitości religii (zniszczone przez reformację), wzmocnienie władzy króla oraz odbudowa cnót. Cnoty obywatelskie muszą być związane z moralnością chrześcijańską.
Koncepcje polityczne i moralne Skargi opierały się na hierarchicznej wizji rzeczywistości. Trzema najważniejszymi elementami jego myśli politycznej były mądrość, prawo i wolność. Hierarchia mądrości obejmowała mądrość Bożą (wieczna i niestworzona), mądrość ziemska (dotycząca kwestii materialnych, rozum), mądrość bydlęcą (przynależącą także zwierzętom) oraz diabelska (objawiającą się np. porzuceniem starania o jedność wiary poddanych). Hierarchia prawa obejmowała prawo przyrodzone (nakaz Boga wpisane w ludzkie serce, wieczne i niezmienne), prawo Boskie pisane (zawarte w Piśmie świętym), prawo kościelne i prawo świeckie. Hierarchia wolności obejmowała wolność chrześcijańska (niezależność od diabła, wolność od grzechu), wolność dobra (podlegania chrześcijańskiej władzy aprobowanej przez obywateli), wolność złota (wolność od władzy tyrańskiej) i wolność piekielna (wolność oparta na bezprawiu i niepodleganiu żadnej władzy). Te rozróżnienia służyły Skardze do oceny polityki i ustroju Rzeczypospolitej.

### Innowiercy
Skarga był przedstawicielem kontrreformacji. Upatrywał w protestantyzmie źródło utraty jedności religijnej i zepsucia społeczeństw i ustrojów. Był zażartym krytykiem jej przedstawicieli, a także koncepcji pokojowego współistnienia różnych odłamów chrześcijaństwa (np. konfederacji warszawskiej):

Jako ta konfederacyja czyni, jest rzecz przeciw wszystkim prawom Boskim i ludzkim, przeciw dobremu Rzeczypospolitej, przeciw sprawiedliwości, przeciw dobrym obyczajom, przeciw samemu przyrodzonemu rozumowi.

W 1606 roku podczas sejmu w ostatniej chwili, nocą, zdołał przekonać biskupów i króla by wycofali się ze wcześniejszej zgody na uchwalenie przepisów wykonawczych do Konfederacji Warszawskiej, które karałyby sprawców napadów na protestanckie zbory, szkoły i mieszkania. Incydent zwany "nocą jezuitów" doprowadził do rozejścia się sejmu bez uchwał i był jedną z przyczyn wybuchu Rokoszu Zebrzydowskiego.
Radykalizm religijny Skargi doprowadził do jego niepopularności wśród mas szlacheckich, w wolności wyznaniowej i prawomocności konfederacji warszawskiej upatrujących jeden z czynników konstytutywnych dla „złotej wolności szlacheckiej”. W czasie i po rokoszu pod adresem Skargi wydano wiele pism krytycznych wobec niego, również katolickich autorów. Jak podaje Mariusz Markiewicz, był „oskarżany przez szlachtę, nie tylko protestancką, o prowadzenie polityki niezgodnej z interesami Rzeczypospolitej, podporządkowanej idei kontrreformacji”. Upatrując źródła wszystkich problemów Rzeczypospolitej w wolności sumienia, Skarga podważał bowiem utrwaloną w świadomości szlachty tradycję państwową opartą na współistnieniu wyznań.
Zabiegał o jak najsurowsze ukaranie de Franco ze względu na zakłócenie uroczystości Bożego Ciała, którego wbrew ówczesnemu prawu skazano na karę śmierci. W 1612 roku wyraził satysfakcję ze stracenia wyznawcy Braci Polskich, Iwana Tyszkowica. Historyk braci polskich wyraził w swojej relacji o straceniu Tyszkowica, przeświadczenie, że rychła śmierć Skargi po egzekucji Tyszkowica była postrzegana przez dysydentów jako kara boska na zakonniku.

## Proces beatyfikacyjny
Po wcześniejszych zapowiedziach metropolity krakowskiego kardynała Stanisława Dziwisza 12 czerwca 2013 rozpoczął się proces beatyfikacyjny zakonnika. Etap diecezjalny rozpoczął się 8 grudnia 2014, a zakończył 21 czerwca 2016. Podczas uroczystej sesji zamykającej postępowanie diecezjalne procesu beatyfikacyjnego i kanonizacyjnego metropolita krakowski kardynał Stanisław Dziwisz powiedział m.in. że: „zrobiliśmy to, co do nas należało i to, co się należało księdzu Skardze. Przekazujemy Stolicy Apostolskiej dokumentację świadczącą o jego świętości pozostawiając ostateczną decyzję Ojcu Świętemu” oraz „oby ksiądz Skarga nie czekał już długo na wyniesienie do chwały ołtarzy. Niech zawsze towarzyszy narodowi polskiemu, z którym tak bardzo był związany poprzez swoje życie, słowo i dzieła miłosierdzia”. 

## Recepcja

### Tłumaczenia
Pisma Skargi tłumaczone były na język łaciński (Kazania na niedziele i święta oraz Kazania o Siedmiu Sakramentach). Tłumaczenia podjął się wojewoda sieradzki Jan Odrowąż Pieniążek, w roku 1691. Przetłumaczone Kazania wraz z dedykacją podarował papieżowi Innocentemu XII, który czasami kazał je sobie czytywać do posiłków.

### Opinie
Pismami ks. Skargi zachwycony był m.in. Adam Mickiewicz. W swoich wykładach (Lekcja XL z 25 czerwca 1841 r.) Mickiewicz o ks. Skardze mówi tak:
„...odbija się w nim cały kraj, cały naród ze swoją przeszłością, obecnością i przyszłością nawet. Rodziną Skargi była Polska. (…) Pisał on dzieła dogmatyczne, historyczne, homilie i właściwie tak zwane kazania. Jako pisarz dogmatyczny zajmuje wysokie miejsce pomiędzy doktorami Kościoła, celuje nauką i biegłością w Piśmie Świętym. (…) Znał paterykon grecki i łaciński, czytał wszystkie pisma polemiczne, jakie wychodziły naówczas (…) Najważniejsze z jego rozpraw dogmatycznych są Kazania o siedmiu Sakramentach, przewyborne jako rozumowanie, a niekiedy jako wzór stylu.

(…) Najwyżej jednak pomiędzy pracami Skargi stoją, i najwięcej mu zjednały wziętości jego mowy polityczne, czyli Kazania sejmowe. Rodzaj ten on sam stworzył. Przy niezwykłym talencie, nie mógł całej swej potęgi rozwinąć w homiliach i pismach dogmatycznych: dopiero w Kazaniach Sejmowych wzniósł się na szczyt swego geniuszu”.
Słowa Mickiewicza wielokrotnie załączane były jako przedmowa do pism ks. Piotra Skargi.

### Legenda o śmierci
Legenda powstała po II wojnie światowej głosiła, że oględziny zwłok Piotra Skargi przeprowadzane przez komisję dla celów beatyfikacji wykazały „że Skarga mógł zostać pochowany żywcem, w stanie śmierci klinicznej lub letargu. Świadczyć o tym miały uszkodzenia kości palców. Te obrażenia sam mógł sobie zadać, oprzytomniawszy w grobie”. Autorami tych interpretacji współcześnie są prof. Zbigniew Mikołejko oraz prof. Janusz Tazbir. Ten ostatni przyznał w 2010 roku, że w swych publikacjach zbyt pochopnie przytoczył te niedostatecznie potwierdzone pogłoski.
Skargę pochowano bowiem w letargu. Skarga obudził się... z tego potwornego snu w sen potworniejszy jeszcze. Sen, w którym – nie mogąc się wydostać z trumny i walcząc nadaremnie o życie – kąsał własne ciało, obgryzał własne dłonie. A może i bluźnił Bogu. Nie ma, nie może być żadnych świadków tego potwornego obudzenia się do potwornej śmierci. (Zbigniew Mikołejko: „Żywoty świętych poprawione”).
Przed procesem beatyfikacyjnym Skargi w 2015 r. przeprowadzono kwerendę, która wykazała, że szczątki Piotra Skargi pierwotnie pochowane w podziemiach kościoła św. Piotra i Pawła w Krakowie w każdą rocznicę śmierci od XVI w. wystawiane były na widok publiczny, otwierano wieko trumny i wynoszono kawałki kości i szat jako relikwie. W XVII wieku przeniesiono pozostałe kości do małej ołowianej trumny. W 1912 r. otwarto trumnę i znaleziono w niej „stos doskonale zachowanych kości i czaszkę na górze”. Protokół z tych oględzin znajduje się w Archiwum Narodowym w Krakowie, sygn. ABM 136, s. 105, 107. W następnych latach (1918 i 1936) oględziny kości przeprowadzali biegli medycyny sądowej, m.in. Leon Wachholz.

### Wizerunek w sztuce

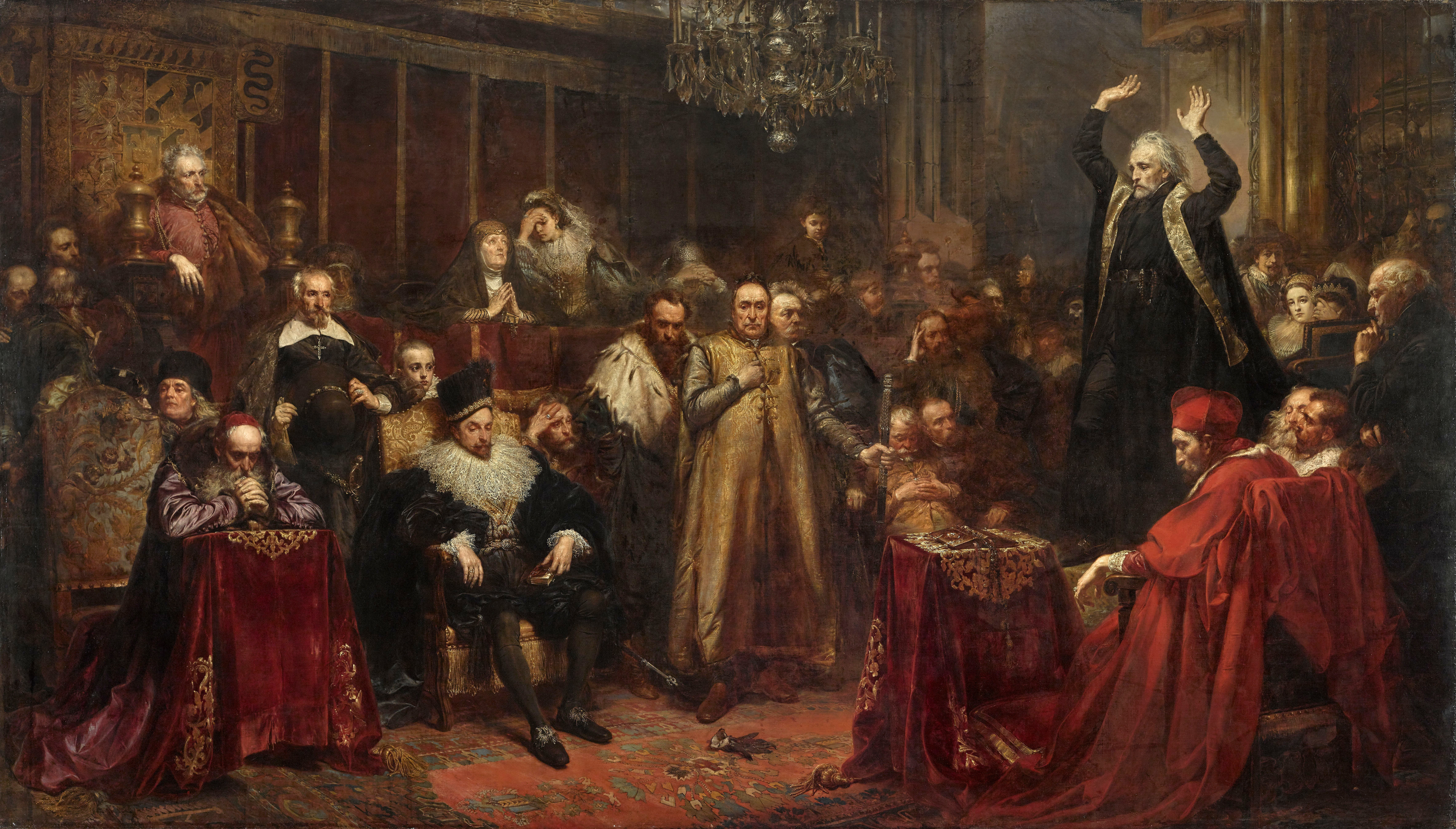
Jan Matejko, Kazanie Skargi, 1864

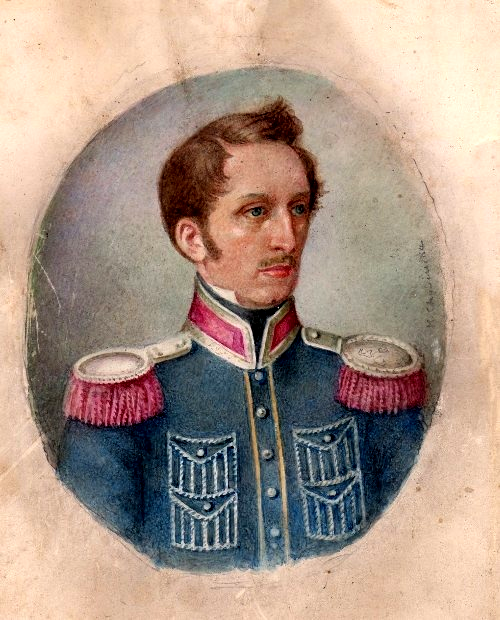
Michał Szweycer jako porucznik 1 pułku ułanów, 1831, model do postaci Piotra Skargi w Kazaniu Skargi Jana Matejki, 1864

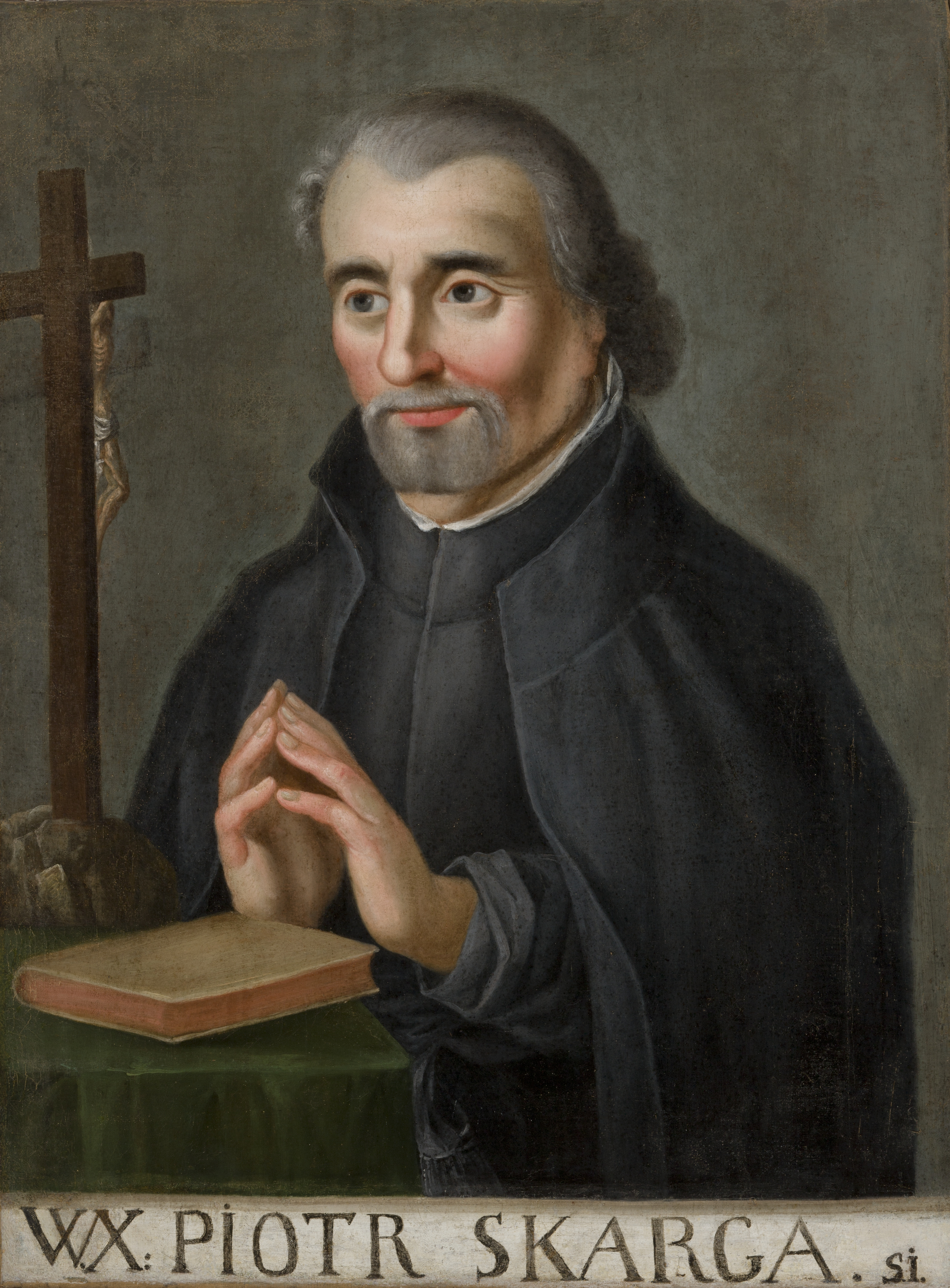
Autor nieznany, Portret ks. Piotra Skargi SI, XIX wiek, Muzeum Narodowe w Krakowie

O. Piotr Skarga jest bohaterem obrazu Jana Matejki Kazanie Skargi. Modelem do postaci Piotra Skargi był Michał Szweycer, powstaniec listopadowy i emigrant.

### Filmy
- Film dokumentalny Skarga w reżyserii Jarosława Mańki (2012), producent: Instytut Ks. Piotra Skargi[48].

### Upamiętnienia

#### Rok Piotra Skargi (2012)

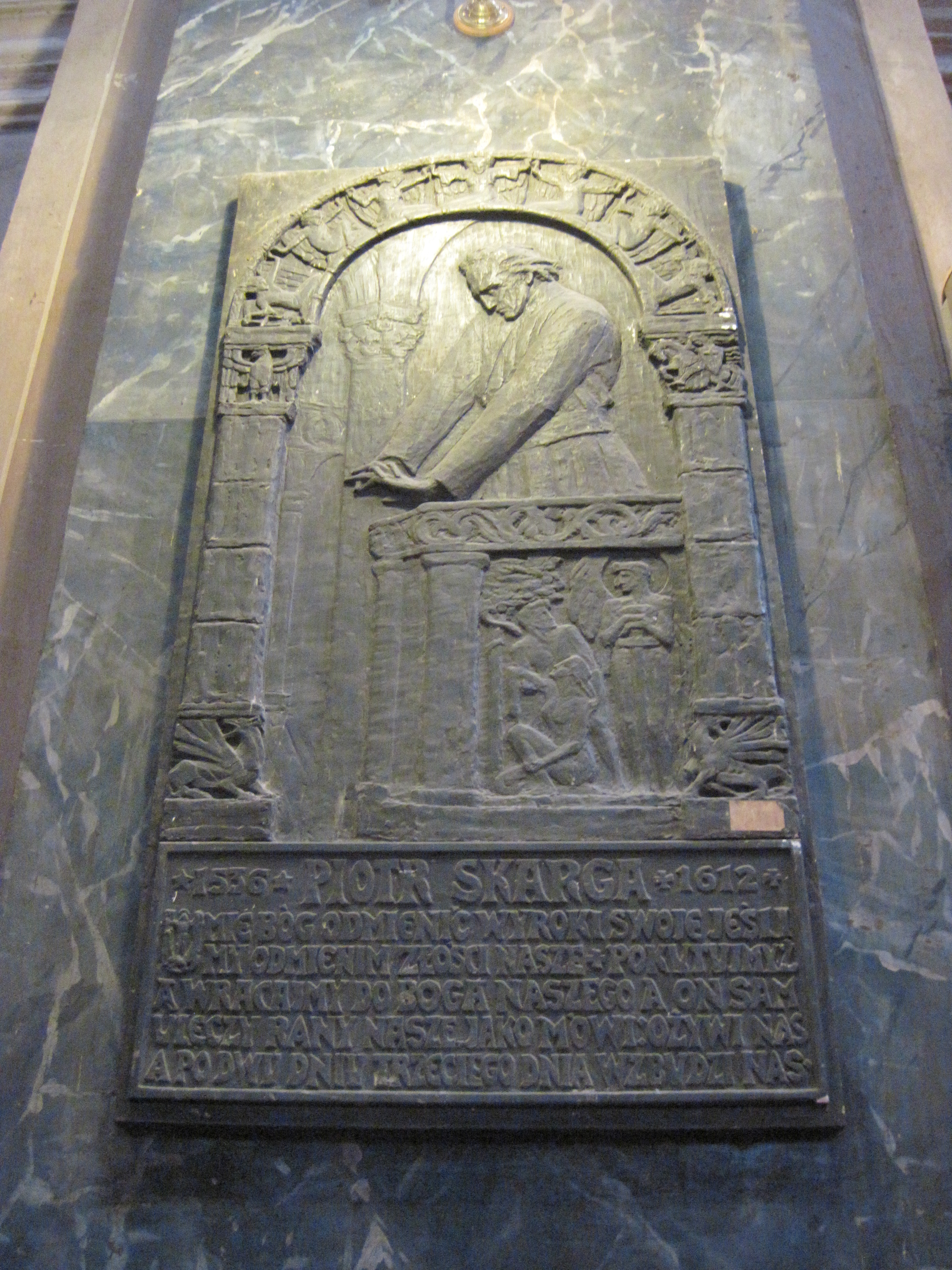
Kościół jezuitów, Lwów

16 września 2011 Sejm Rzeczypospolitej Polskiej ustanowił rok 2012 Rokiem księdza Piotra Skargi. Inicjatywa ta spotkała się z ostrą krytyką. Synod Kościoła Ewangelicko-Augsburskiego w 2011 roku wyraził "zaniepokojenie" tą decyzją i stwierdził "Decyzja ta jest dla nas niezrozumiała, zarówno w wymiarze neutralności państwa, jak i deklarowanego przez niektórych posłów otwarcia na inicjatywy ekumeniczne." Kalwiński publicysta Kazimierz Bem napisał na łamach "Rzeczpospolitej", że decyzja ta pokazuje "jak głęboką pogardę żywi Rzeczpospolita dla wszelkich mniejszości." Replikował mu Marek Horodniczy. O decyzji tej (cytując stanowisko luteranów i Bema) pisała szeroko niemiecka prasa. W 2012 r. Poczta Polska wyemitowała w nakładzie 300 tys. sztuk upamiętniający Piotra Skargę znaczek pocztowy o nominale 1,55 zł.

#### Pomniki i tablice
- Pomnik Piotra Skargi w Krakowie naprzeciwko kościoła św. Piotra i Pawła, gdzie pochowany jest ks. Skarga.
- Posąg Piotra Skargi autorstwa Oskara Sosnowskiego (1869) w kościele św. Piotra i Pawła w Krakowie – przeniesiony z katedry na Wawelu.
- Pomnik Piotra Skargi przy Katolickim Zespole Szkół na Woli, Warszawa[54].
- Tablica pamiątkowa w murze kościoła pw. Matki Boskiej Anielskiej w Dąbrowie Górniczej (1912) wmurowana na uczczenie 300. rocznicy śmierci[55].
- Skarbiec Muzeum Towarzystwa Jezusowego Prowincji Polski Południowej w Starej Wsi k. Brzozowa przechowuje wiele pamiątek związanych z Piotrem Skargą, w tym relikwiarzyk z kością przedramienia o. Piotra Skargi SJ.
- Tablica inskrypcyjna w kościele św. Mikołaja Biskupa w Grójcu dla upamiętnienia ks. Piotra Skargi z 1855 roku ufundowana przez fundację szpitala grójeckiego.
- Pomnik na terenie parafii św. Mikołaja Biskupa w Grójcu z 15 sierpnia 1996 roku, autorstwa Andrzeja Renesa[56].

#### Patron szkół
- Liceum Ogólnokształcące im. Piotra Skargi w Pułtusku
- Szkoła Podstawowa nr 6 im. ks. Piotra Skargi w Jarosławiu
- Liceum Ogólnokształcące im. Piotra Skargi w Grójcu
- Gimnazjum i Liceum im. ks. Piotra Skargi w Szamotułach
- Liceum Ogólnokształcące im. Piotra Skargi w Sędziszowie Małopolskim
- Katolicki Zespół Edukacyjny im. ks. Piotra Skargi w Warszawie (dzielnica Wola)
- Zespół Szkół Gminnych nr 1 im. ks. Piotra Skargi w Milanówku
- Szkoła Podstawowa im. ks. Piotra Skargi w Kobylinie-Borzymach.
- Jezuickie Centrum Edukacji w Nowym Sączu[57]

## Dzieła
Bibliografię zebrał Konstanty Otwinowski.
1. O jedności Kościoła Bożego pod jednym Pasterzem i o greckim od tej jedności odstąpieniu, powst. 1574, wyd. Wilno 1577, drukarnia Radziwiłłowska; wyd. następne: zmienione pt. O rządzie i jedności Kościoła Bożego pod jednym pasterzem, Kraków 1590; w tomie Kazania przygodne, Kraków 1610; także Wilno 1738; wyd. 1577 z uzupełnieniami według wyd. 1590 przedr. w: „Pamiatniki polemiczeskoj litieratury”, t. 2, Petersburg 1882, Russkaja istoriczeskaja bibbliotieka, t. 7, col. 486; także wyd. osobne: Kraków 1885
2. Pro Sacratissima Eucharistia contra haeresim Zwinglianam, ad Andream Volanum, Wilno 1576, drukarnia Radziwiłłowska; wyd. następne w tomie Kazania przygodne, Kraków 1610; także Wilno 1738; wyd. osobne: Braniewo 1707
3. Żywoty świętych, Wilno 1579, drukarnia Radziwiłłowska (8 wydań ukazało się jeszcze za życia autora); wyd. następne zmienione (także wybory): Kraków 1585; Kraków 1592–1593; Kraków 1598; Kraków 1601; Kraków 1603; Kraków 1610; Kraków 1612–1613 (wyd. niepewne; Estreicher podaje za A. Jocherem i M. Dzieduszyckim; K. Otwinowski przeczy); Kraków 1615; Kraków 1619; Kraków 1626 (zawiera także: Kazanie X. Fabiana Birkowskiego na pogrzebie Skargi 1612 r.); Kraków 1644; Poznań 1700–1702; Wilno 1747–1748; Wilno 1780; Połock 1819–1820 (edycja nieukończona); Warszawa 1836; Wiedeń 1842–1846 (nakład 50 tys. egz.); Piekary Śląskie 1851; Lwów 1851 (edycja nieukończona); wyd. K. J. Turowski, Sanok 1855, Biblioteka Polska, zeszyt 9–10; Warszawa 1857; Wiedeń 1859–1860; Petersburg 1862; Wiedeń 1863 (edycja nieukończona); Poznań 1866; Warszawa 1879–1880; Kraków 1881–1882; Lwów 1883 (1834); Chełmno 1886; Łódź 1900 (edycja nieukończona); Kraków 1912; Kraków 1933–1936; przekł. czeski: Šebestián Scipio Berlička pt. Životy svatých (przełożone w Pradze 1640); rękopis: Biblioteka Uniwersytecka w Pradze; wiadomość podał J. Bečka „Polské písemnictví ve světle českých překladů”, Česko-polský sborník vědeckých prací, t. 2, Praga 1955, s. 168; istniał także przekł. rosyjski, prawdopodobnie rękopiśmienny.
4. Siedem filarów, na których stoi katolicka nauka o Przenajświętszym Sakramencie Ołtarza (Wilno) 1582, drukarnia Radziwiłłowska; wyd. następne: Kraków 1610 (wymierzone przeciwko A. Wolanowi; wymieniana przez poszczególnych badaczy edycja łacińska tego dzieła prawdopodobnie nigdy nie istniała)
5. Bractwo miłosierdzia, Kraków 1588 (drukarnia A. Piotrkowczyk); wyd. następne: Kraków 1598; w tomie Kazania przygodne, Kraków 1610; Warszawa 1628; Kraków 1653; w tomie Kazania przygodne, Wilno 1738; pt. Cnota miłosierdzia, Poznań 1741; Warszawa 1761; Kraków 1819; Warszawa 1926
6. Upominanie do ewanielików, Kraków 1592, drukarnia Łazarzowa; wyd. następne: Poznań 1592; Kraków 1600; Kraków 1610; Kraków 1691; Wilno 1738
7. Proces konfederaciej (Kraków) 1595, drukarnia Łazarzowa; wyd. następne: pt. Proces na konfoederacją z poprawą i odprawą przeciwnika, brak miejsca wydania 1596; w tomie Kazania przygodne, Kraków 1610; także Wilno 1738 (przeciwko konfederacji warszawskiej roku 1573)
8. Kazania na niedziele i święta całego roku, Kraków 1595, drukarnia A. Piotrkowczyk; wyd. następne: pt. Kazania na niedziele i święta całego roku... z przydaniem kilku kazań sejmowych i kazania na pogrzebie Królowej J. M. starej, Kraków 1597, drukarnia A. Piotrkowczyk (a w nich po raz pierwszy Kazania sejmowe – traktat polityczny w formie kazań); Kraków 1602; ... Przyłączone są do nich kazania o siedmi sakramentach, Kraków 1618; Pińsk 1734; Pińsk 1735 (wyd. okładkowe edycji 1734); Warszawa 1738 (wyd. okładkowe edycji 1734); pt. Kazania odświętne..., t. 1–3, Sandomierz 1792 (wraz z poprzednim wydaniem tworzy całość Kazań na niedzielę i święta); t. 1–6, Wilno 1793; wyd. J. N. Bobrowicz, Lipsk 1843; Lwów 1883–1884; Lwów 1898; Kraków 1938 (jako Dzieła polskie, cz. 2); przekł. czeski: F. Klima pt. Kăzăní na svátky svatých Božích, Brno 1822; Brno 1882; Brno 1884; przekł. niemiecki: wyboru kazań wyd. A. Swientek pt. Sonn-Festtags- und Gelegenheits-Predigten, Wrocław 1871
9. Kazania sejmowe, wyd. w tomie Kazania na niedzielę i święta, Kraków 1597; wyd. następne: w tomie Kazania o siedmi sakramentach, Kraków 1600; także Kraków 1618; w tomie Kazania przygodne, Kraków 1610 (bez kazania O monarchii); także Wilno 1738; pt. Kazania sejmowe... w obecności Zygmunta III miane. Podług edycyj w Krakowie roku 1600 przedrukowane, Warszawa 1792 (drukarnia Pijarów; jest to pierwsze osobne, a piąte z kolei wyd. Kazań sejmowych); Kraków 1831; wyd. K. J. Turowski, Kraków 1857; Poznań 1869; Tarnów 1880; Warszawa 1900; oprac. M. Janik, Brody 1903, Arcydzieła Polskich i Obcych Pisarzy, t. 16; także wyd. 2 Brody 1904; oprac. I. Chrzanowski, Warszawa 1903, Biblioteka Dzieł Chrześcijańskich, zeszyt 36; także wyd. 2 Warszawa 1912; Warszawa 1904; Warszawa 1907; Warszawa 1907; Złoczów (1920), Biblioteka Powszechna nr 1001/1006; oprac. S. Kot, Kraków 1925, Biblioteczka Uniwersytetów Ludowych i Młodzieży Szkolnej nr 52; fragm. kazania wtórego i ósmego przedr. W. Taszycki Wybór tekstów staropolskich XVI-XVIII wieku, Lwów 1928; także wyd. 2 Warszawa 1955; Kraków 1947, Biblioteka Arcydzieł Literatury Polskiej nr 2; „Wtóre kazania sejmowe” (Szkocja 1945–1948), Wydawnictwo Literackie Oddziału Opieki nad Żołnierzem Dowództwa I Korpusu nr 70; przekł. francuski: A. Berga pt. Les Sermons politiques, Paryż 1916; przekł. niemiecki: trzeciego kazania: R. Loewenfeld pt. Peter Skarga’s dritte Reichstagspredigt; w dziele K. Albertiego Die Schule des Redners, Lipsk 1890, s. 170–186
10. Synod brzeski, Kraków 1597, drukarnia A. Piotrkowczyk (2 odbicia); wyd. następne: w tomie Kazania o siedmi sakramentach, Kraków 1600; także Kraków 1618; w tomie Kazania przygodne, Kraków 1610; także Wilno 1738; Poznań 1874; wyd. P. Hiltebrandt Russkaja istoriczeskaja bibliotieka, t. 7 (1882); Kraków 1885; Russkaja istoriczeskaja bibliotieka, t. 19 (1903) razem z przekładem na jęz. białoruski; przekł. białoruski: pt. Opisanie i oborona sobora ruskogo berestejskogo, Wilno 1597 (przedłożył najprawdopodobniej H. Pociej)
11. Kazania o siedmi sakramentach, Kraków 1600, drukarnia A. Piotrkowczyk (z Kazaniami sejmowymi i Synodem brzeskim); wyd. następne: Kraków 1609; Kraków 1618 (z Kazaniami sejmowymi); Wilno 1737; Kraków 1833; Kraków 1871; Kraków 1891; Kraków 1900; Komorów 2023.
12. Dziękowanie kościelne za zwycięstwo multańskie (Kraków) 1600; wyd. następne: Kraków 1615; w tomie Kazania przygodne, Kraków 1610; także Wilno 1738; przekł. łaciński: pt. Gratiae Deo actae ab ecclesia pro victoria ex Michaele Multano parta, Kraków 1601 (2 odbicia).
13. Wsiadane na wojnę. Kazanie, gdy niezwyciężony i Bogu miły krol polski i szwedzki, Zygmunt III... na konia swego do Inflant z wojskiem wsiadać miał, czynione od X. Piotra Skargi Societatis Jesu, kaznodzieje tegoż Króla I. M. w Wilnie... Roku Pańskiego 1601, Kraków 1602, drukarnia A. Piotrkowczyk; wyd. następne w tomie Kazania przygodne, Kraków 1610; także Wilno 1738
14. Roczne dzieje kościelne... wybrane z rocznych dziejów Cesara Baroniusza, kardynała... nazywanych Annales Ecclesiastici, Kraków 1603 (przekład), w zbiorach Opolskiej Biblioteki Cyfrowej; wyd. następne: Kraków 1607; fragmenty pt. Pierwsze 354 lata historyi kościoła świętego wyjęte z „Rocznych dziejów kościelnych” zebrane przez P. Skargę, Poznań 1889 (przeróbka pierwszych 10 tomów C. Baroniusza; ostatnie 2 dodał Skarga do wyd. 1607); przekł. rosyjski bezimienny pt. Diejanija cerkownyja i grażdanskija... Soczynienija Baronija, cz. 1–2, powst. 1678, wyd. Moskwa 1719
15. Zawstydzenie arianów, Kraków 1604, drukarnia A. Piotrkowczyk; wyd. następne: Kraków 1608; Kraków 1610; Wilno 1738
16. Pokłon Panu Bogu zastępów za zwycięstwo inflantskie nad Carolusem, książęciem sudermańskim. Kraków 1605, drukarnia A. Piotrkowczyk (razem z Dziękowaniem kościelnym za zwycięstwo multańskie); wyd. następne: Wilno 1605; w tomie Kazania przygodne, Kraków 1610; także Wilno 1738
17. Na artykuł o jezuitach Zjazdu sędomierskiego... odpowiedź, Kraków 1606, drukarnia A. Piotrkowczyk; wyd. następne: Wilno (1606); Kraków 1606; w tomie Kazania przygodne, Kraków 1610; także Wilno 1738; w książce Obrona jezuitów, Warszawa 1814; z uwzględnieniem wersji 1. i 3. wydania, J. Czubek Pisma polityczne z czasów rokoszu Zebrzydowskiego 1606–1608, t. 3, Kraków 1918
18. Żołnierskie nabożeństwo, Kraków 1606, drukarnia J. Siebeneicher; wyd. następne: w tomie Kazania przygodne, Kraków 1610; Kraków 1618; pt. Żołnierz chrześcijański, Poznań 1677; Oliwa 1688; Wilno 1738; Wilno 1748; Wilno 1759; pt. Żołnierskie nauki i nabożeństwo, Łowicz 1763; pt. Żołnierz chrześcijański, Sandomierz 1789; przekł. czeski pt. Pobožný soldát, Praga 1634
19. Wsiadanie na rokosz P. Uporskiego, któremu odradza P. Rozumowski... złożone 20 Aprilis a. 1607, z rękopisu wyd. J. Czubek Pisma polityczne z czasów rokoszu Zebrzydowskiego 1606–1608, t. 2, Kraków 1918
20. Otóż tobie rokosz, powst. 1606, wyd. J. Czubek Pisma polityczne z czasów rokoszu Zebrzydowskiego 1606–1608, t. 2, Kraków 1918
21. Próba Zakonu Societatis Jesu, Kraków 1607, drukarnia A. Piotrkowczyk; wyd. następne: w tomie Kazania przygodne, Kraków 1610; także Wilno 1738; w książce Obrona jezuitów, Warszawa 1814
22. Discurs na Confoederacją, Kraków 1607 (2 wyd.; wydanie z roku 1572 nie istnieje); wyd. następne: Kraków 1615; w tomie Kazania przygodne, Kraków 1610; także Wilno 1738; wyd. J. J. Załuski Dwa miecze katolickiej... odsieczy, Warszawa 1731 (przeróbka Procesu konfederacjej... skierowana przeciw konfederacji warszawskiej roku 1573; por. Proces konfederaciej; J. Wielewicki odmawia bezpośredniego autorstwa Skardze)
23. Wtore zawstydzenie arianow, przeciw... Jaroszowi Moskorzewskiemu z Moskorzowa, Kraków 1608, drukarnia A. Piotrkowczyk
24. Areopagus. To jest wykład słow ś. Pawła Apostoła... (wygłoszony jako kazania w Krakowie w 1608), wyd. Kraków 1609, drukarnia A. Piotrkowczyk; wyd. następne: Połock 1803; Kraków 1841
25. Kazania przygodne (wybór kazań maryjnych), Kraków 1610, drukarnia A. Piotrkowczyk (razem z poz.: 1–2, 5, 7, 9–10, 12–13, 16–18, 21–22); wyd. następne: Wilno 1738 (razem z poz.: 1–2, 5, 7, 9–10, 12–13, 16–18, 21–22)
26. Wzywanie do pokuty obywatelow Korony Polskiej i W. Księstwa Litewskiego, Kraków 1610, drukarnia A. Piotrkowczyk; wyd. następne: pt. Skarga wzbudzony, wzywający do pokuty, Wilno (1618); także Kraków 1620; Warszawa 1688; Wilno 1715; Wilno 1793; Kraków 1832; Lipsk 1843; Kraków 1857; Paryż 1866; Lwów 1878; Warszawa 1900; Warszawa 1924
27. Na threny i lament Theophila Orthologa, Kraków 1610, drukarnia A. Piotrkowczyk (odpowiedź na M. Smotryckiego Threnos to jest lament, Wilno 1610)
28. Wzywanie do jednej zbawiennej wiary, Wilno 1611, drukarnia J. Karcan; wyd. następne: Kraków 1835
29. Na moskiewskie zwycięstwo kazanie... czynione w Wilnie... 1611, Kraków 1611, drukarnia A. Piotrkowczyk; wyd. następne: Kraków 1835 (według F. Birkowskiego Skarga zmarł kończąc pisanie traktatu O cnotach chrześcijanskich)

- Artes duodecim sacramentariorum, Wilno 1582(?)

### Wydania zebrane
1. Kazania przygodne i pisma różne, t. 1–5, Połock 1808–1809
2. Kazania sejmowe i różnej materyi mowy, poszyty 1–10, Kraków 1831–1841
3. Pisma wszystkie, t. 1–4, Warszawa 1923–1926
4. Dzieła polskie, cz. 2, Kraków 1938 (wyszła tylko cz. 2, zawartość zob. Kazania na niedziele i święta całego roku); zob. także Kazania przygodne

### Listy i materiały
1. Listy i inne pisma z lat 1566–1610, m.in. do i od: Stefana Batorego, A. Bolognettiego, F. Borgiasza, A. Caligariego, S. Hozjusza, S. Karnkowskiego, M. Kromera, M. Laterny, E. Mercuriano, Jana de Polanco, A. Possewina, M.K. Radziwiłła, H. Rozrażewskiego, J. Zamoyskiego; z autografów wyd. J. Sygański, Kraków 1912; pojedyncze listy polskie z red. J. Sygańskiego ogłosił pt. z nieznanych listów Skargi, „Przegląd Powszechny” 1912, t. 1.
2. List do Anny Tomaszewiczowej, dat. 1566, wyd. W. Łoziński. w: Patrycjat i mieszczaństwo lwowskie w XVI i XVII w., Lwów 1892.
3. List do M. Kromera, z Krakowa dat. 15 listopada 1568, z Rzymu dat. 26 lutego 1569: z rękopisu Biblioteki Jagiellońskiej ogł. A. Suszko: „Epizod z żytia Petra Skargi”. w: Zapysky Nauk. Tow. im. Szewczenka 1904, t. 55 (z podobizną autografu).
4. List do J. Chodkiewicza, z Wilna dat. 14 lipca 1576, ogł. K. Tyszkowski: „Skarga a Chodkiewicze. Przyczynek biograficzny”. w: „Pamiętniki Literackie”, 22/23 (1925/1926).
5. List do M. Kromera, z Rygi dat. 21 maja 1582; do Jana Stefanowskiego, z Rygi dat. 3 lipca 1582; ogł. T. Wierzbowski: Materiały do dziejów piśmiennictwa polskiego, t. 1, Warszawa 1900.
6. List do kardynała Jerzego Radziwiłła, z Krakowa dat. 13 stycznia 1588; do Jana Zamoyskiego, z Krakowa z roku 1604; do Karola Chodkiewicza, z Wilna dat. 20 października 1609; ogł. W. A. Maciejowski: Piśmiennictwo polskie, t. 3 dod., Warszawa 1852, s. 181–185.
7. List do Mikołaja Krzysztofa ks. Radziwiłła, dat. 1600; ze zbiorów W. Korotyńskiego; ogł. „Kurier Warszawski” 1902, nr 303.
8. List kardynała Cezarego Baroniusza do Skargi, dat. 4 września 1603. w: Roczne dzieje kościelne, Kraków 1607.

### Utwór o autorstwie niepewnym
- Messiasz nowych arianow wedle Alkoranu tureckiego, Kraków 1612, drukarnia A. Piotrkowczyk (wydane pod imieniem Skargi, jest, jak się zdaje, nie jego utworem, lecz prawdopodobnie Marcina Łaszcza).